# ミニサテライト局

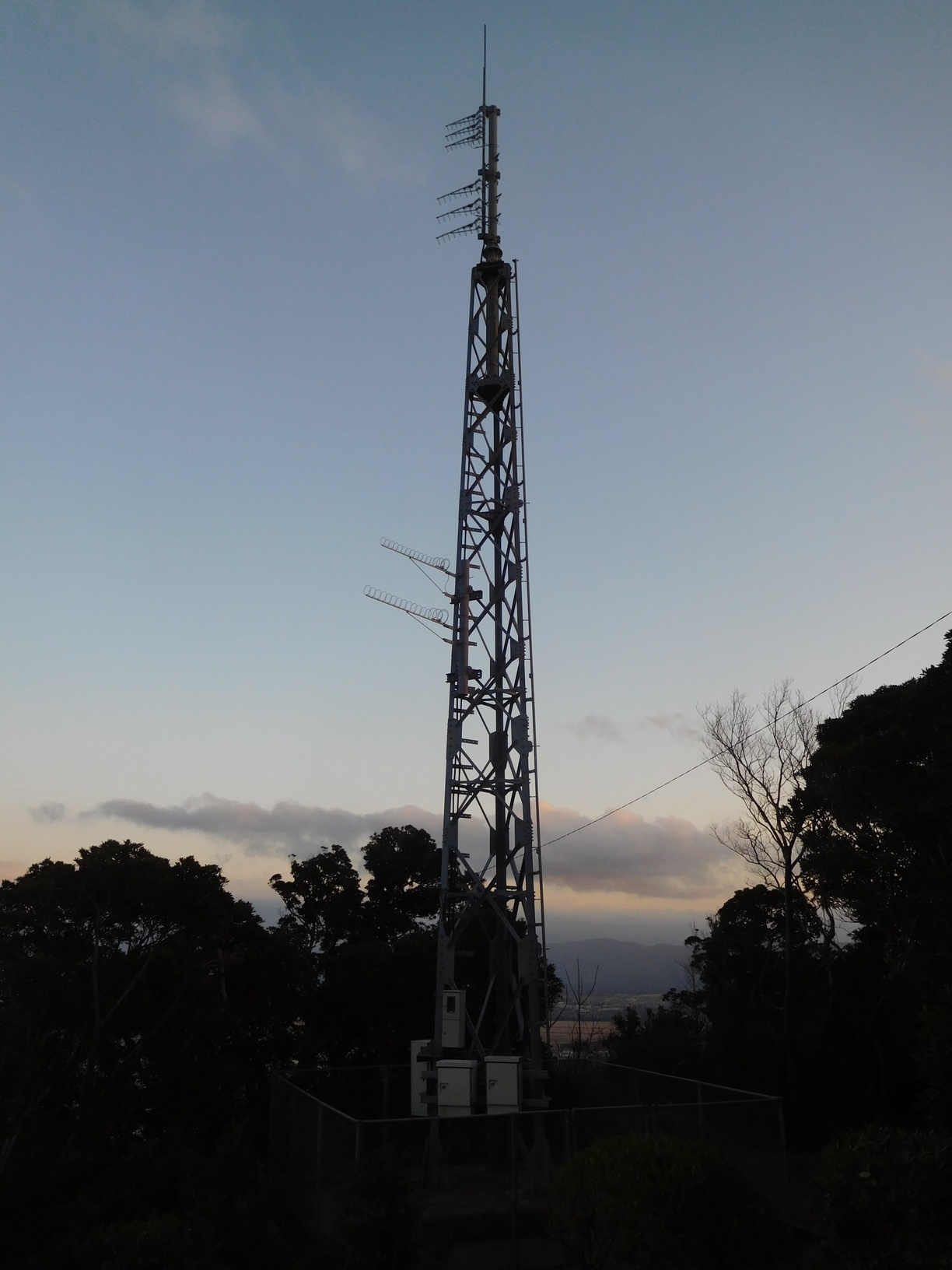
地上デジタル放送用のミニサテ局

ミニサテライト局（ミニサテライトきょく）、極微小電力テレビジョン放送局（ごくびしょうでんりょくテレビジョンほうそうきょく）、通称：ミニサテ局は、日本の地上アナログテレビ放送において、UHF波で、かつ空中線電力の映像出力が100mW（0.1W）以下の中継局を指す。また、日本の地上デジタルテレビ放送においては、放送事業者が開設する空中線電力50mW（0.05W）以下の中継局を指す。

## 概要
アナログのミニサテ局は、1975年12月1日に制度化されたもので、親局や周辺の中継局の電波が受信しにくい集落等でもテレビ放送が見られるよう放送事業者が設置していた。NHK単独で設置されたり、NHKと民放で共同設置された。自治体が費用を負担するケースもみられた。また、全テレビ局が中継局を設置している周辺局と、一部放送局が中継局を設置していない周辺局があるケースが時折みられた。
地上デジタル放送への移行に際し、全国地上デジタル放送推進協議会が2005年12月1日に初めて公表した中継局ロードマップにおいて、ほとんどのミニサテ局は「検討中」または「置局＊」（先行する中継局のカバー状況により設置を判断するもの）とされていた。
最終的な対応としてアナログのミニサテ局設置場所にそのままデジタルのミニサテ局が設置されたケース（同ロードマップのデジタル置局欄に「置局」と表示）が多いが、親局・周辺中継局が受信できるとして廃局されたケース（同「置局不要」と表示。例：首里山川中継局）、ケーブルテレビで受信することとして廃局されたケース（同「ケーブル」と表示。例：上平赤尾中継局）、共聴新設によりカバーするとして廃局されたケース（同「共聴新設」と表示。例：雄勝大須中継局）がある。
また、アナログ放送では親局や他中継局の電波を受信していたもののデジタル放送では受信困難となった地区において、新たにミニサテ局を設置したケース（同ロードマップの備考欄に「デジタル新局」と表示。例：大度中継局）もある。
珍しい例としては、アナログの小規模局だった朽木葛川中継局の放送区域について、NHKはそのままデジタル化したが、近畿広域民放4社はミニサテ3局（葛川貫井中継局、葛川細川下中継局、葛川細川上中継局）によりカバーし、のちにびわ湖放送も同様の手法でカバーしたケース（同ロードマップのデジタル置局欄に「共／ケ（複）」と表示）、アナログのミニサテ局だった大津比叡平中継局の放送区域について、いったんはデジタルのミニサテ局を置局したものの、後に開局した京都中継局でカバーされることが判明したためアナログ停波前に廃止したケース（ただし、ミニサテを廃止したのは近畿広域民放4社のみであり、NHKは県域放送のためミニサテを維持。びわ湖放送は当初から別位置のデジタル中継局でカバー）がある。